# Église Saint-Jean de Saint-Genis-du-Bois
L'église Saint-Jean de Saint-Genis-du-Bois est une église catholique située dans la commune de Saint-Genis-du-Bois, dans le département de la Gironde, en France.

## Localisation
L'église se trouve au cœur du village.

## Historique
Le plan de l'église est simple : une nef rectangulaire terminée à l'est par une abside en hémicycle plus étroite que la nef. Les murs gouttereaux de la nef sont construits en petits moellons, en partie rubéfiés, ce qui témoigne du remploi de pierres d'un bâtiment gallo-romain. Ces deux murs datent du XIe siècle.
L'appareil de l'abside est à sa base de petits moellons et au-dessus de pierres de taille ainsi que trois contreforts plats.

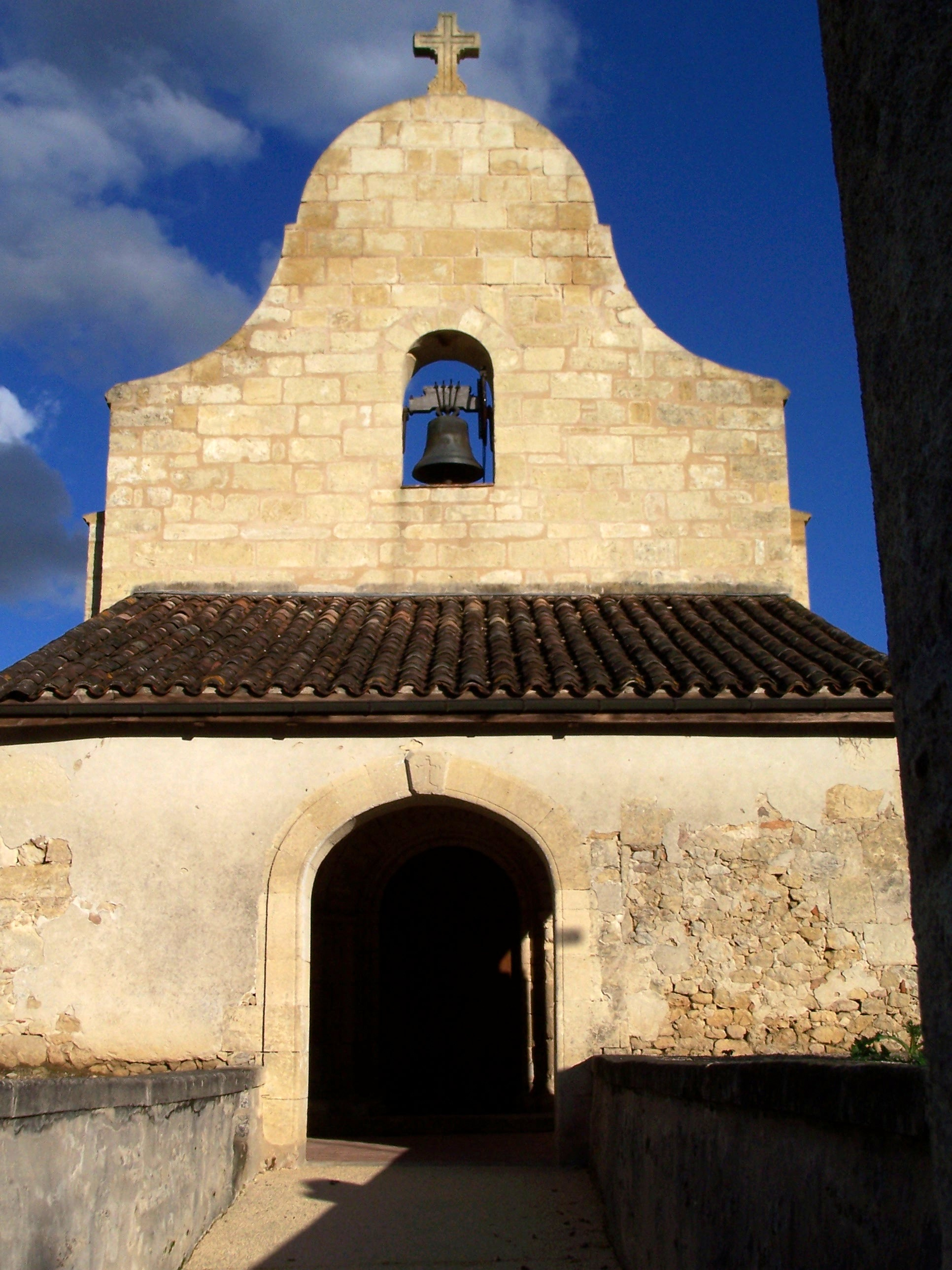
Le porche et la façade ouest (oct. 2012)
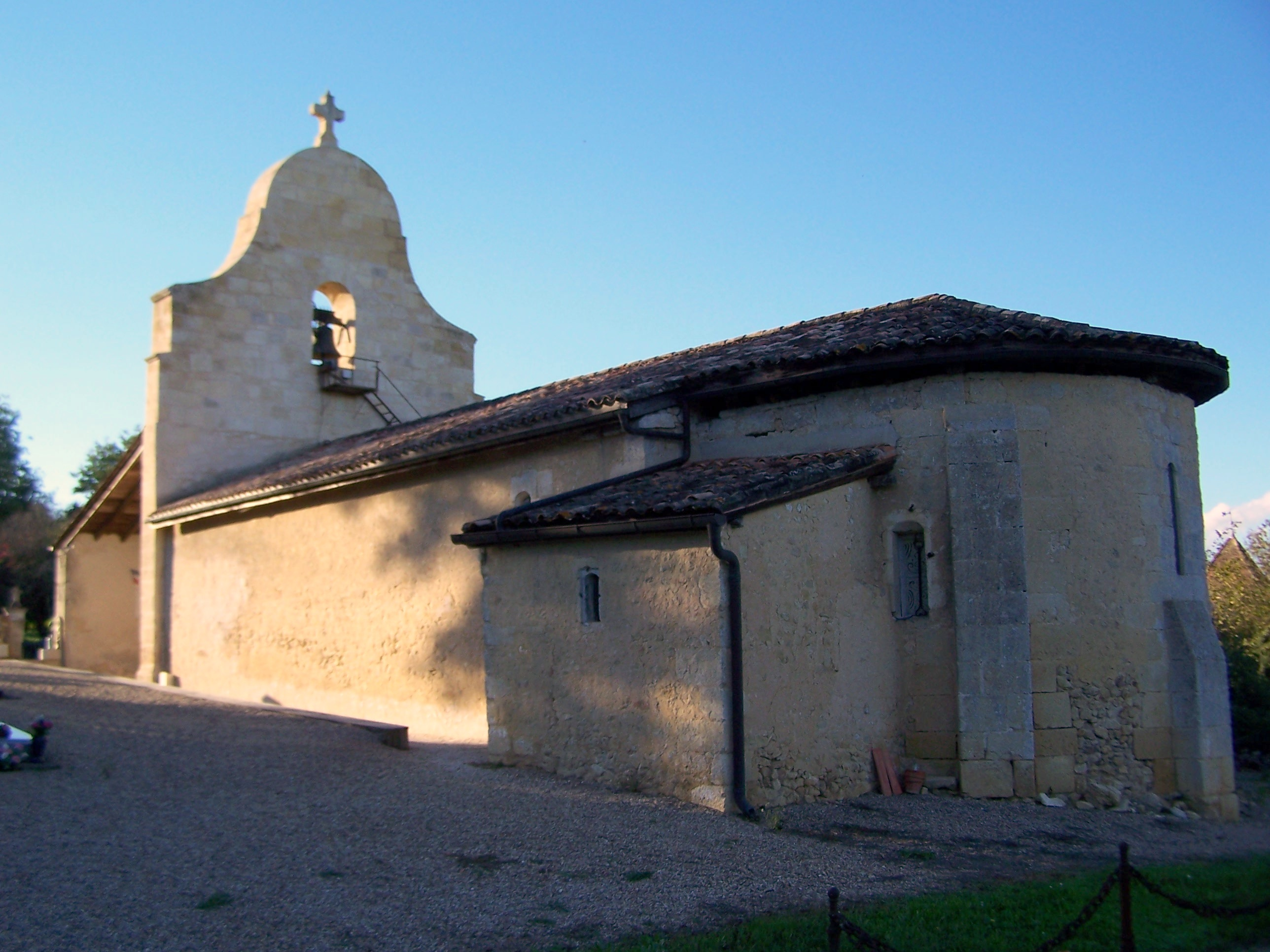
Vue sud-est (oct. 2012)
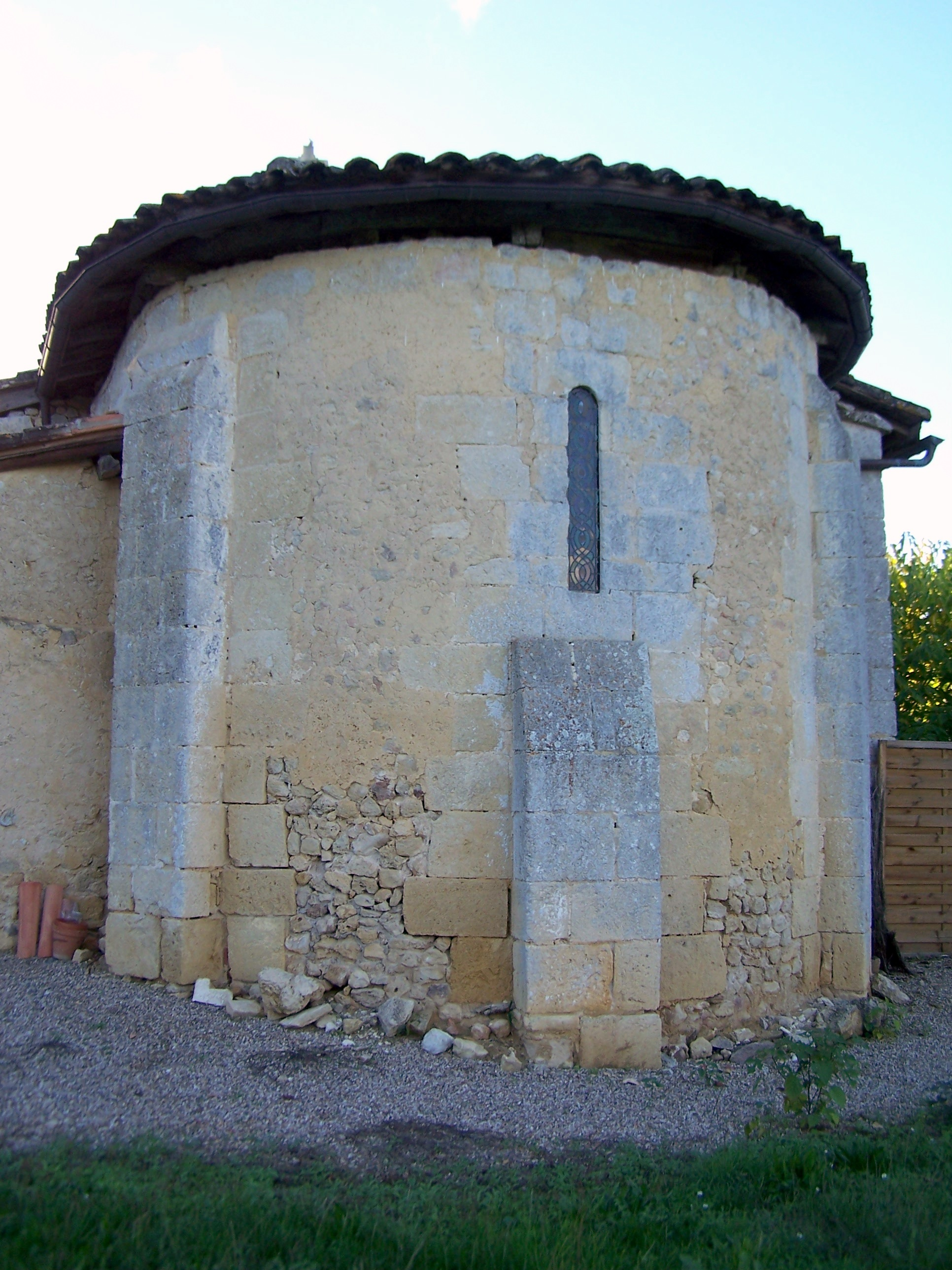
Le chevet (oct. 2012)
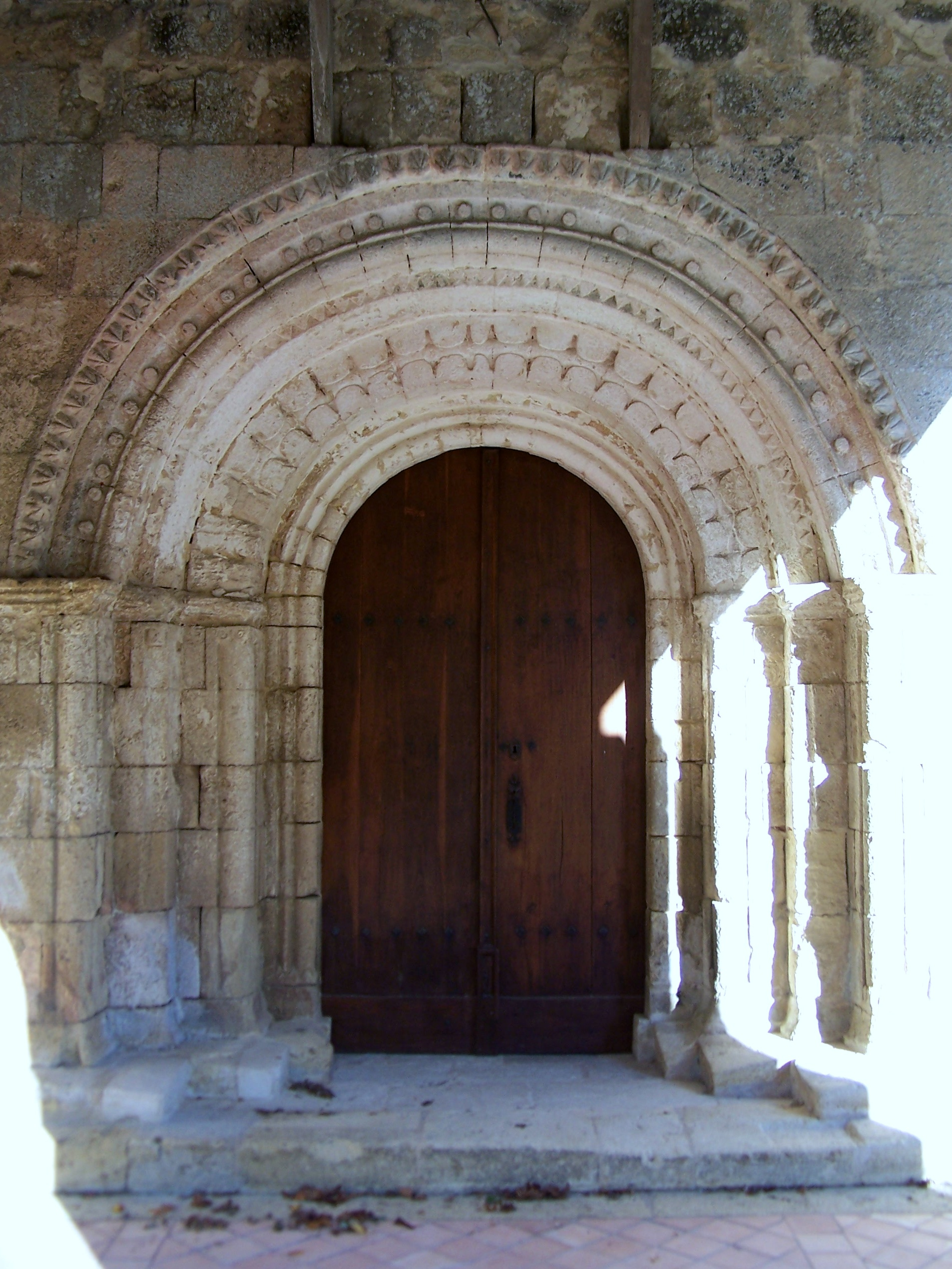
Le portail (oct. 2012)

Le clocher, avec son fronton arrondi et le porche qui abrite le portail, datent de 1817.

### Le portail

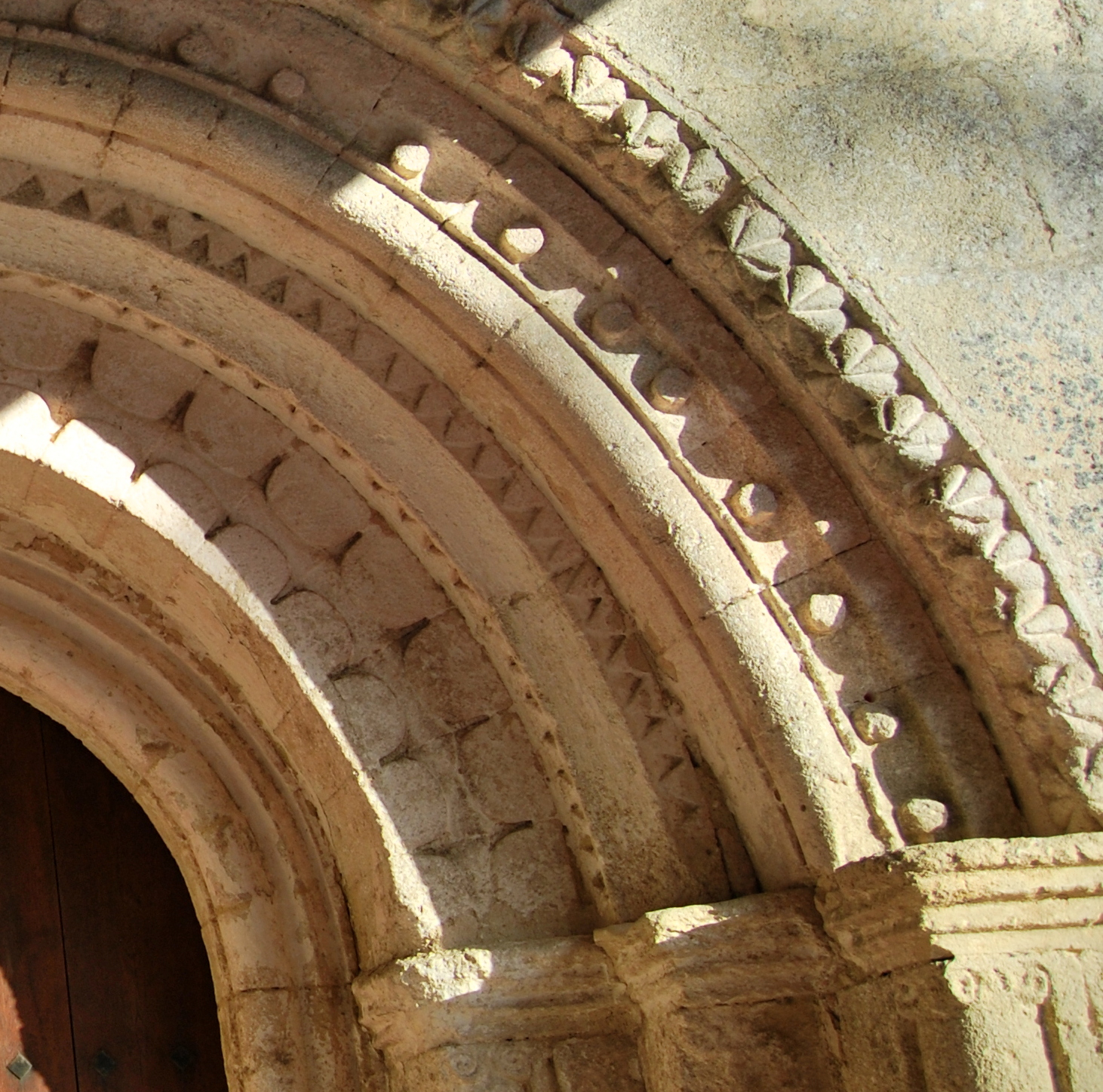

Le portail occidental présente une ouverture à quatre archivoltes en plein cintre, reposant sur des piédroits. Le décor de ces quatre voussures est typiquement roman :
- un cordon orné de pointes de diamant ;
- des tores séparés par des gorges portant des boules ;
- des dents de scie ;
- des lobes placés face à face ;
- un tore encadré de plusieurs moulures.

Ce décor date des années 1125-1150 et est lié à l'arrivée des Templiers à Saint-Genis-du-Bois. Son territoire et son église furent donnés à l'ordre militaire du Temple au XIIe siècle. Au début du XIVe siècle, l'ensemble devient propriété de l'ordre de Saint-Jean de Jérusalem.

### L'intérieur

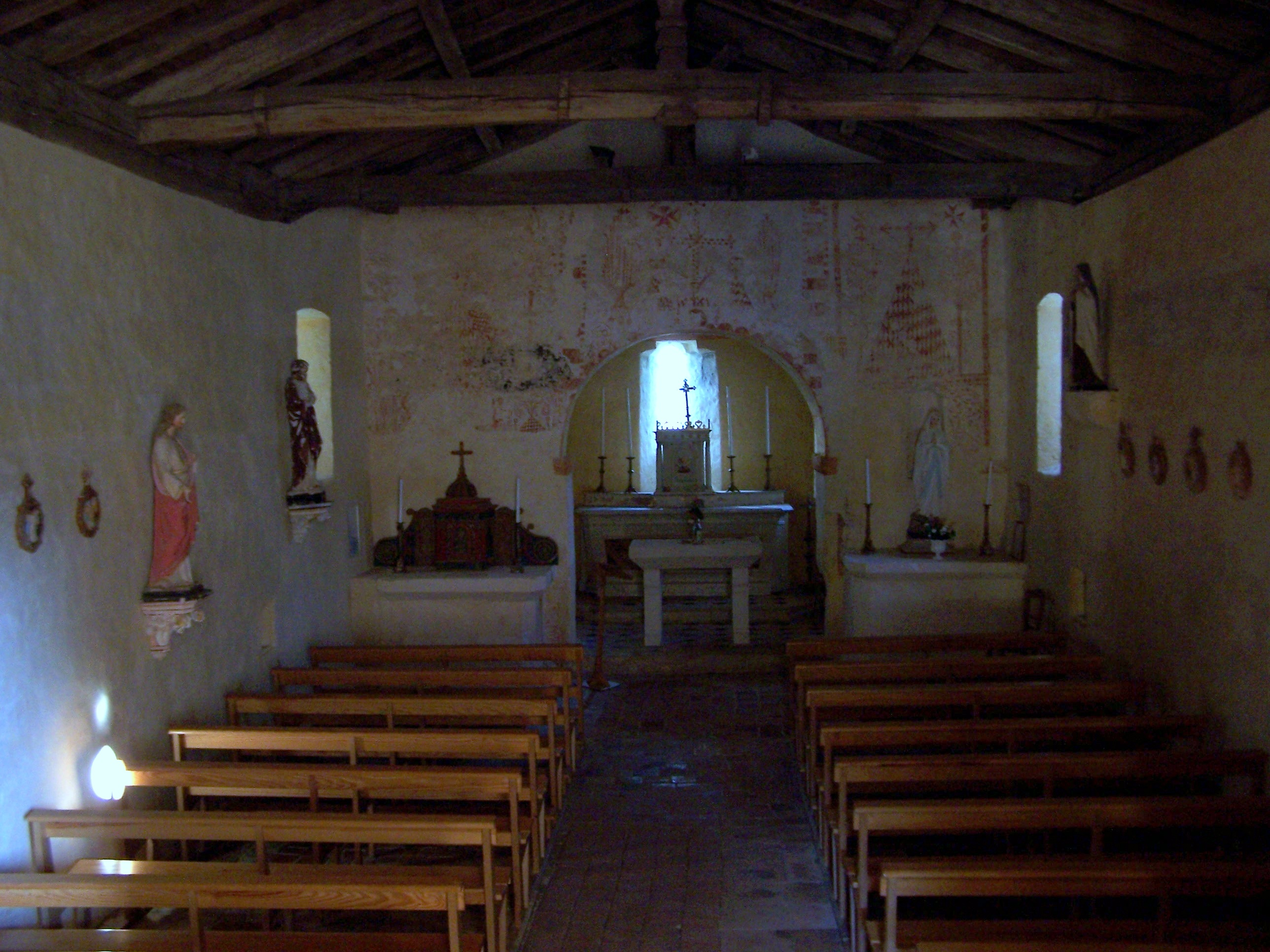

Le rétrécissement de l'abside, par rapport de la nef, permit de placer de part et d'autre de l'arc triomphal, deux autels latéraux.
La charpente de la nef est du XVIIe siècle. Sa mise en place a contraint d'abaisser les murs de la nef de près d'un mètre. Le travail de sculpture réalisé sur les fermes de cette charpente prouve qu'elle était destinée à être vue.
On peut noter la présence de peintures sur le mur de séparation de la nef et du chœur, ainsi que sur les murs de la nef. Celles-ci portent la date de 1522. Le décor s'organise en bandes verticales sous la forme d'ornements de couleur rouge, à caractère géométrique, représentant des croix, le soleil et un coq. Il y a aussi la présence de croix de Malte.
La voûte de l'abside présente également un décor peint du XVIIIe siècle. Le dernier élément du décor peint consiste en une litre funéraire qui court le long des murs de la nef et sur le mur de séparation de la nef et de l'abside. À l'origine, cette litre était peinte en noir et trois blasons des comtes de Foix-Candale l'ornent encore, rappelant l'appartenance du territoire au comté de Benauges.
L'édifice est inscrit en totalité au titre des monuments historiques par arrêté du 21 décembre 1925.